# Gévrise Émane
Gévrise Émane (Yaoundé, Kamerun, 27. srpnja 1982.) je francuska judašica kamerunskog podrijetla. Natječe se u kategoriji do 63 kg te je aktualna europska prvakinja u toj kategoriji.
Émane je osvojila nekoliko europskih i svjetskih naslova prvaka dok je na Olimpijadi u Londonu 2012. bila brončana. Osim u težinskoj kategoriji do 63 kg, Gévrise se prije toga natjecala i u kategoriji do 70 kg.
2011. judašica je osvojila svoje drugo svjetsko prvenstvo pobijedivši u finalu japansku predstavnicu Yoshie Ueno tajnom odlukom sudaca.

## Olimpijske igre

### OI 2012. London
| London 2012.          | London 2012.           | London 2012.         | London 2012.    |
| Protivnik             | Zemlja                 | Uspjeh               | Natjecanje      |
| --------------------- | ---------------------- | -------------------- | --------------- |
| Gemma Howell          | Ujedinjeno Kraljevstvo | 1000:0; pobjeda      | 1. krug         |
| Yaritza Abel          | Kuba                   | 1:1; pobjeda ipponom | 2. krug         |
| Munkhzaya Tsedevsuren | Mongolija              | 1:1; poraz ipponom   | četvrtfinale    |
| Alice Schlesinger     | Izrael                 | 10:2; pobjeda        | repesaž         |
| Joung Da-Woon         | Južna Koreja           | 0:0; pobjeda ipponom | borba za broncu |

## Vanjske poveznice
- L'Equipeov profil judašice
- Gevrise Emane Judoinside.com